# Bonnafet Tarbouriech
Pour les articles homonymes, voir Tarbouriech.
Bonnafet Tarbouriech est un acteur français né à Nîmes le 21 avril 1952.

## Biographie
Nîmes l'a vu naître le 21 avril 1952. Depuis, il trimbale son accent bon an mal an, ce qui ne l'empêche pas d'aborder les classiques. Sa première aventure sur les planches, en 1969 s’intitule : Gosse de misère.
Sa formation théâtrale débute en 1971, au conservatoire de Dijon où il reçoit l’enseignement de Maître Héraud durant trois ans.
Pendant qu’il effectue son service militaire, il tourne son premier téléfilm : L'étrange secrétaire et réussit son entrée au Centre d'art dramatique de la rue Blanche. Il n'hésite pas, au grand plaisir de ses collègues sous-officiers, à prendre tous les tours de garde durant les manœuvres de 20 h à minuit.
À la sortie de cette école, il joue dans la compagnie de Jean-Pierre Bouvier.
Puis il devient membre fondateur des Musicomédiens : il joue du Offenbach, Il signor Fagotto dont les représentations durent plus d'un an au théâtre de La Potinière. Avec L'île de Tulipatan dont Maurice Jacquemont assure la mise en scène, Les Musicomédiens sillonnent, grâce à l'Alliance française, le continent Africain.
Il est aussi Membre fondateur de Fracasse et compagnie toujours dans le domaine musical : Capitaine Fracasse, Le tour du monde en 80 jours, Christophe Colomb, Molière du meilleur spectacle musical en 1991.
Revenant au théâtre plus traditionnel et de retour sur sa terre nîmoise, il interprète Tartarin dans Tartarin de Tarascon. À Aulnay-sous-Bois, durant quatre ans, il va jouer sous la direction de Jean-Marc Montel dans Monsieur Chasse !, Le Barbier de Séville, Boubouroche...
Les Milles  de Sébastien Grall, lui ouvre la porte des premiers rôles.
En 1995 il retrouve ses origines tant méridionales que familiales (du côté paternel, ses grands-parents tenaient une pharmacie herboriste à Nîmes) en devenant pour la série publicitaire le Père Ducros.
Son apparition dans Taxi 2 et Taxi 3 est remarquée par les jeunes de sa cité.
Après avoir tourné sous la direction de Gérard Jugnot dans Fallait pas, ce dernier fait de nouveau appel à lui pour le rôle du peintre Pérez dans Boudu.
C'est lors du tournage du téléfilm Les Courriers de la mort de Philomène Esposito qu'il sympathise avec Victor Lanoux. Il le retrouve dans un premier rôle non récurrent de la série Louis la Brocante : Louis joue les experts et  à nouveau dans Les enquêtes du commissaire Laviolette : Le commissaire dans la truffière.
C'est en 2006 dans Mon colonel de Laurent Herbiet qu'il commence à travailler avec K.G. Productions dirigée par Michèle Ray-Gavras. Il en devient la mascotte, et participe depuis à chaque tournage.
Il retrouve enfin, en 2007, le théâtre musical Coups de roulis, de Albert Willemetz dans le rôle principal de « Puy-Pradal », crée en son temps par un autre méridional qui avait lui aussi « réussi » à la capitale : Raimu. Durant cette même année, il fait une apparition dans Plus Belle la Vie.
En 2008, Costa-Gavras l'emploie dans Eden à l'ouest. Au théâtre de boulevard, il entame une série de plus de 300 représentations de Trois jours sous la Couette.
2009 est, pour lui, l'année durant laquelle il intègre « La compagnie Estafette », premier spectacle Cerise Pinvert. C'est cette troupe qui lui offre en l'occurrence l'immense plaisir de partager le plateau avec, entre autres, son fils Guillaume Tarbouriech.
Un saut jusqu'en 2012, et il est à nouveau sous la férule de Costa-Gavras dans Le Capital. Il interprète l'avocat d'affaire de Gad Elmaleh, « Maître Tombière ». Il participe au tournage de Fanny, réalisé par Daniel Auteuil.
En 2013 il partage à nouveau la scène avec son fils Guillaume Tarbouriech d'abord au sein de « La compagnie Estafette » avec Le Poétic Bazar-Seulement pour les fous de Rémi Pedvilla puis Quartier Noir de Thibault Joulié. Au cinéma, il participe au tournage de Les Trois Frères : Le Retour.
En 2014, il tourne aux côtés de Ewan Mc Gregor dans Un traitre idéal.
En 2015, il retourne en Algérie avec Ahmed Rachedi dans Les 7 remparts de la citadelle.
En 2016, il interprète un maire coupable de concussion dans Le Sang dans les Îles d'or, film de Claude-Michel Rome, et dans deux films de Jean-Pierre Mocky, Vénéneuses et Votez pour moi (dans lequel il tient le rôle principal).

## Filmographie

### Cinéma
- 1980 : T'inquiète pas, ça se soigne de Eddy Matalon : L'externe Thierry
- 1982 : Un dimanche de flic de Michel Vianey
- 1983 : Zig Zag Story de Patrick Schulmann : Un détenu
- 1983 : La Bête noire de Patrick Chaput : Le conducteur
- 1984 : L'Arbalète de Sergio Gobbi
- 1985 : Max mon amour de Nagisa Oshima : Le vétérinaire
- 1987 : Bonjour l'angoisse de Pierre Tchernia
- 1993 : Faut pas rire du bonheur de Guillaume Nicloux
- 1994 : Daisy et Mona de Claude d'Anna
- 1994 : Les Milles de Sébastien Grall :  L'adjudant Bordier
- 1995 : Sélect Hôtel de Laurent Bouhnik
- 1996 : Fallait pas ! de Gérard Jugnot : Un gendarme
- 1997 : On connaît la chanson de Alain Resnais : le docteur no 2
- 1997 : Le Pari de Didier Bourdon : collègue de Bernard
- 1999 : L'Extraterrestre de Didier Bourdon : Le garde-pêche
- 1999 : Taxi 2 de Gérard Krawczyk
- 2000 : J'ai faim !!! de Florence Quentin : L'agent de police
- 2000 : Absolument fabuleux de Gabriel Aghion : Chauffeur taxi Patsy
- 2001 : Le Nouveau Jean-Claude de Didier Tronchet : Le client costaud
- 2001 : Taxi 3 de Gérard Krawczyk : Le pharmacien
- 2001 : Nha fala (Ma voix) de Flora Gomes : Le père de Pierre
- 2002 : Sept ans de mariage de Didier Bourdon : Bonhomme méridional
- 2003 : Ripoux 3 de Claude Zidi : Le boucher
- 2004 : Boudu de Gérard Jugnot : Perez
- 2006 : Mon colonel de Laurent Herbiet : Le gendarme au service des archives
- 2006 : Cartouches gauloises de Mehdi Charef : Barnabé, le chef de gare
- 2008 : Eden à l'ouest de Costa-Gavras : le serveur de la brasserie
- 2009 : Dans tes bras de Hubert Gillet : Le patron de l'hôtel
- 2012 : Le Capital de Costa-Gavras : Maître Tombière
- 2013 : Fanny de Daniel Auteuil : Le chauffeur du car
- 2013 : Les Trois Frères : Le Retour de Didier Bourdon et Bernard Campan : gendarme
- 2013 : Vive la France, de et avec Michaël Youn : délégué syndical marseillais
- 2015 : Graziella de Mehdi Charef
- 2016 : Un traître idéal de Susanna White : Danny
- 2017 : Vénéneuses de Jean-Pierre Mocky : Bud Alvarez
- 2017 : Votez pour moi de Jean-Pierre Mocky : Veyron
- 2022 : Le Temps des secrets de Christophe Barratier : Le recteur

### Télévision
- 1978 : Désiré Lafarge et le Hollandais de Jean Pignol
- 1978 : Joséphine ou la Comédie des ambitions de Robert Mazoyer
- 1979 : Les Enquêtes du commissaire Maigret, épisode : Maigret et l'Indicateur de Yves Allégret
- 1979 : Les Enquêtes du commissaire Maigret, épisode : Le Fou de Bergerac de Yves Allégret : Le fiancé
- 1979 : Les Premières Couleurs du matin de Jacques Krier
- 1981 : Les Enquêtes du commissaire Maigret, épisode : Le Pendu de Saint-Pholien de Yves Allégret : un ouvrier
- 1980 : Le Petit Pommier de Liliane de Kermadec
- 1980 : Messieurs les jurés : L'affaire Enriquez de Michel André : L'inspecteur Lefrançois
- 1981 : Les Enquêtes du commissaire Maigret, épisode : Une confidence de Maigret de Yves Allegret : Chaufournet
- 1981 :  Les Gaietés de la correctionnelle, épisode : Un gendre vindicatif de Joannick Desclers : L'agent Duflon
- 1981 :  Cinéma 16 - téléfilm : Les Saltimbanques de Maurice Failevic : Un milicien
- 1981 :  Les Amours des années folles - épisode : Le Trèfle à quatre feuilles de Gérard Thomas : le gendarme
- 1981 :  L'Arbre aux mensonges de Denis Chegaray : Michel
- 1981 :  Le Loup de Youri : Le boucher
- 1981 :  Marion - épisode : L'Étalon mort de Jean Pignol
- 1981 : Caméra une première, téléfilm : Nous ne l'avons pas assez aimée de Patrick Antoine
- 1982 : Le Voyageur imprudent de Pierre Tchernia : Cassonnade
- 1982 : L'Épingle noire, mini-série  de Maurice Frydland
- 1982 : Le Docteur Miracle : la répétition générale de Francis Fehr
- 1982 : Faut pas rêver de Jacques Krier
- 1982 : Le Voyageur de l'histoire de Dominique Leridon
- 1982 : Sido et Rémi de  Gérard Scher
- 1983 : Il signor Fagotto de Jean Hénin
- 1984 : Tendre comme le rock de Jacques Espagne
- 1985 : L'Homme de pouvoir de Maurice Frydland
- 1985 : Le Jeune Homme et l'Ange de Patrick Chaize
- 1987 : Mystère et Bulls de gomme : immaculé de Bernard Dumont
- 1987 : Mystère et Bulls de gomme : les Cahiers de Valentin de Bernard Dumont
- 1988 : Les Enquêtes du commissaire Maigret : La morte qui assassina de Youri : Titi, le livreur
- 1989 : Voisin, voisine - épisode : Automation séduction et autres malfaçons de Jean-Lou Martin
- 1989 : Voisin, voisine - épisode : Droit de réponse de Eddi
- 1989 : Voisin, voisine - épisode : La dédoublée de Alain Schlick
- 1989 : Voisin, voisine - épisode : Mes rêves se réalisent de Anna Toscano
- 1989 : Voisin, voisine - épisode : L'androïde Chéry de Alain Schlick
- 1989 : Voisin, voisine - épisode : Ah! Les femmes de Thierry Lecuyer
- 1989 : Voisin, voisine - épisode : Amicale machination de Anna Toscano
- 1989 : Tribunal : coup de la panne de Dominique Masson
- 1989 : L'île de Tulipatan  de Pierre Cavassilas
- 1991 : Famille Ram-Dam : Ramadan et Ramdam de Marco Poli
- 1991 : Rintintin junior (épisode The big gun de Dennis Berry
- 1992 : A year in Provence, minie-série de David Tucker et Paul Seed : Perrot
- 1995 : Adorable petite bombe de Philippe Muyl
- 1996 : Petit  de Patrick Volson
- 1996 : Madame le Proviseur - épisode : Bob et Samantha de Bertrand Van Effenterre : Jafar
- 1996 : Un petit grain de folie de Sébastien Grall : Ian
- 1996 : Ciboulette de Maté Rabinovsky
- 1997 : Quand le chat sourit de Sabine Azéma
- 1998 : Venise est une femme de Jean-Pierre Vergne : Le chauffeur de taxi
- 1998 : Commissaire Moulin - épisode : Silence radio de Yves Rénier
- 1998 : Tramontane de Henri Helman - saison 1 épisodes 1 à 5 : Dédé
- 1998 : La Femme du boulanger de Nicolas Ribowski : Casimir
- 1998 : Un homme en colère - épisode : Mort d'un juge de Laurence Katrian :  Moïse
- 1999 : Les Mômes de Patrick Volson
- 1999 : Le Crocodile : Tableau de chasse de Philippe Niang
- 1999 : Louis Page - épisode : Le bienfaiteur de Helkki Arekallio
- 2000 : Sydney Fox, l'aventurière : Lettre d'amour (Love letter) de Jean-Pierre Prévost : Père Louis
- 2000 : La Vocation d'Adrienne - épisode : Grandeur nature de Joël Santoni
- 2001 : Maigret - saison 1 épisode 40 : La maison de Félicie de Christian de Chalonge : Emile, le patron
- 2002 : Garonne, mini-série de Claude d'Anna  - épisode : Première partie : Régis
- 2002 : Les Cordier, juge et flic - épisode : Liens de sang de Bertrand Van Effenterre
- 2002 : Navarro - épisode : Voleur sans défense de Patrick Jamain
- 2002 : Les Enfants du miracle de Sébastien Grall : Le Maire du village
- 2002 : Le Camarguais - épisode : Le facteur inconnu de Patrick Volson
- 2003 : Un été de canicule de Sébastien Grall saison 1 épisodes 1 - 3 - 4 : Le postier Sauveur
- 2003 : Commissaire Moulin - épisode : Les lois de Murphy de Yves Rénier
- 2003 : Le Camarguais - épisode : Entre deux feux de Olivier Langlois
- 2003 : La Crim' - épisode : Room service de Vincent Monnet : le Capitaine de la PJ
- 2004 : Le Camarguais - épisode : Jean-Jean de Williams Gotesman
- 2004 : Le Camarguais - épisode : Un nouveau départ de Olivier Langlois : Le boulanger
- 2004 : Qui mange quoi? de Jean-Paul Lilienfeld : L'employé du ministére
- 2004 : Blandine l'insoumise - épisode : Les 4 saisons de Cindy de Claude d'Anna
- 2004 : La Crim' - saison 12 épisode 6 : Crime de sang de François Luciani :  Laborde
- 2006 : Les Enquêtes du commissaire Laviolette - épisode :  Les Courriers de la mort de Philomène Esposito : Émile
- 2007 : Plus belle la vie de Jèrome Navarro - saison 3 épisodes 203 - 204 - 206 : Bernard
- 2010 : Louis la Brocante épisode : Louis joue les experts de Bruno Gantillon : Bernard
- 2010 : Contes et nouvelles du XIXe siècle - saison 4 épisode 1 : Aimé de son concierge de Olivier Schatzky : Maître Villefort
- 2010 : Trois jours sous la couette de David Bensoussan
- 2012 : Le jour où tout a basculé à l'audience (épisode "Agressée par son patron ?") de Sylvain Ginioux et Luc David : Marius Bombaldi
- 2013 : Les Enquêtes du commissaire Laviolette - épisode 5 : Le Commissaire dans la truffière de Bruno Gantillon
- 2014 : Petits secrets entre voisins (épisode "Une campagne agitée")
- 2017 : Le Sang des Îles d'Or de Claude-Michel Rome : Jean-Louis Marchando
- 2019 : Crime dans l'Hérault d'Éric Duret : Paul Grimaldi
- 2020 : Baron noir (saison 3) : Bertagna

## Théâtre
- 1969 Gosse de misère de Mathilde Mortier
- 1971 L'Arlésienne de André Héraud
- 1972 Molière : Quoi de neuf ? de André Héraud
- 1973 Les Plaideurs de Jacques Lorcey
- 1973 Les Précieuses ridicules de Jacques Lorcey
- 1974 Lysistrata ou la grève de l'amour de Yvon Pradel
- 1975 Le Conte d'hiver de Michel Favoris
- 1975 Il n'y a plus de raison de Charles Gonzales
- 1976 L'école des veuves de Maurice Monier
- 1976 Ruy Blas de Jean-Pierre Bouvier
- 1976 La Jalousie du barbouillé de Pierre Pradinas
- 1976 Les Mains sales de Pierre Pradinas
- 1976 Lorenzaccio de Jean-Pierre Bouvier
- 1977 Hamlet  de Julien Bertaud
- 1977 Le Mariage forcé  de Jean-Paul Zehnacker
- 1977 Le Songe d'une nuit d'été de Jean-Paul Zehnacker
- 1978 Don Juan de Jean-Pierre Bouvier
- 1979 Ceux qui font les clowns de Jean-Pierre Bouvier
- 1979 My Fair Lady de Glover
- 1979 L'ami Clodomuche de Jacques Sarthou
- 1980 Edgard et sa bonne de Jacky Pratoussi
- 1980 Kean de Mario Francheschi
- 1980 La Belle Sarrazine de Eric Laborey
- 1981 L'Île de Tulipatan de Maurice Jacquemont
- 1982 29 degrés à l'ombre de Didier Rousset
- 1982 L'Affaire de la rue de Lourcine de François Guizerix
- 1982 Bagatelle de Francis Fehr
- 1982 Périclès, prince de Tyr de Jean-Michel Noirey
- 1983 Le 66 de Maurice Jacquemont
- 1983 Il signor Fagotto de Maurice Jacquemont
- 1984 Le Roi-cerf  de Maurice Jacquemont
- 1986 Le Capitaine Fracasse de Gil Galliot
- 1987 Le Tour du monde en 80 jours de Jean-Marie Lecoq
- 1988 Tartarin de Tarascon de Bernard Gauthier
- 1989 Questionnaire pour Alexandre de Jacques Fabbri
- 1990 Christophe Colomb de Jean-Marie Lecoq
- 1992 Les Empires de la lune de Jean-Marie Lecoq
- 1993 La Veuve joyeuse de Edmond Carbo
- 1993 Rêve de valse de Edmond Carbo
- 1993 La Belle de Cadix de Christian Blain
- 1993 Pas sur la bouche de Christian Blain
- 1993 La Chaste Suzanne de Edmond Carbo
- 1993 Le Pays du sourire de Edmond Carbo
- 1994 Monsieur chasse de Jean-Marc Montel
- 1994 S.O.S. Homme seul de Michel Jeffrault
- 1995 Le Barbier de Séville  de Jean-Marc Montel
- 1995 Sacré Georges de Eric Peter
- 1995 Martin Squelette ou les Disparus de Saint-Agil de Patrick Paroux
- 1995 Le sorcier de Eric Peter
- 1995 Les Deux Billets de Eric Peter
- 1995 Les Mentons bleus de Jean-Marc Montel
- 1995 Boubouroche de Jean-Marc Montel
- 1995 Le commissaire est bon enfant de Jean-Marc Montel
- 1996 Ciboulette (opérette)  de Bernard Broca
- 1998 Un tango pour monsieur Lautrec de Blana Li
- 1999 Les brigands de Jérôme Deschamps
- 2003 Europe de Richelieu
- 2005 Occupe-toi d'Amélie de Jean-Louis Martin-Barbaz
- 2007 Coups de roulis de Hervé Van Der Meulen
- 2008 Trois jours sous la couette de Jean-Claude Grégoire
- 2009 Cerise Pinvert de Rémi Pédevilla
- 2011 Trois jours sous la couette, nouvelle version, de Jean-Claude Grégoire
- 2012 Deux timides à la clé de Jacques Mougenot

## Distinctions
- 1991 : Christophe Colomb de Jean-Marie Lecoq - Molière du meilleur spectacle musical
- 1995 : Lauréat du concours international d’opérette d’Avignon (catégorie grands comiques).
- 2006 : Occupe-toi d'Amélie - Prix du jury du festival d’Anjou